# Cœur Défense
Cœur Défense is een kantoorgebouw in La Défense, het zakendistrict van Parijs. Het gebouw, ontworpen door de Franse architect Jean-Paul Viguier, dateert uit 2001 en heeft het grootste vloeroppervlak voor kantoorgebruik in Europa.
Het geheel bestaat uit twee torens van 161 meter hoog (met de kelderverdiepingen mee 180 meter), op een afstand van 25 meter van elkaar, die met elkaar zijn verbonden door een derde gebouw. Het geheel wordt geflankeerd door een uit drie geledingen bestaand gebouw van acht verdiepingen. De totale oppervlakte bedraagt 350.000 m² waarvan 190.000 m² kantoorruimte. De vorm, met twee slanke volumes, werd gekozen om de tienduizend werkenden in het gebouw bureaus met daglicht te kunnen bieden. Tot dan waren dikke torens als de Tour Areva gebruikelijk, waarbij het gebrek aan licht in het midden van de toren met kunstlicht werd verholpen.
Cœur Défense is in 2001 gebouwd door Bouygues, in opdracht van Unibail. Op de plaats stond tot 1993 de Tour Esso, de eerste kantoortoren op La Défense die werd gesloopt. Unibail kocht het terrein in 1997 voor 1 miljard franc van een groep Franse investeerders, waaronder BNP Paribas, GAN en Société Générale) die het in 1992 voor het drievoudige hadden aangeschaft. Wegens de vastgoedcrisis van de jaren negentig was het de groep niet gelukt het terrein tot ontwikkeling te brengen.
Cœur Défense werd in juni 2001 opgeleverd, op een moment dat de kantorenmarkt weer begon op te leven. In maart 2007 werd het gebouw door Lehman Brothers voor 2,11 miljard euro gekocht van Unibail en Whitehall, het vastgoedfonds van Goldman Sachs.